# فيتالي زدوروفيتسكي
'فيتالي زدورفيسكي بالروسية Вита́лий Здорове́цкий (بالإنجليزية: Vitaly Zdorovetskiy)، من مواليد 8 مارس 1992 المعروف على شبكة الإنترنت وموقع اليوتوب باسم المستخدم: «قناة فيتالي زي دي» (VitalyzdTv)، وهو يحترف فن الكوميديا على شاكلة مقالب تتميز بعفوية وطبيعة كوميدية جريئة، والقدرة على استمرارية ابتكار المقالب المميزة.
أنجز العديد من أشرطة فيديو كانت أغلبها عبارة عن مقالب وجس نبض، حققت شهرة واسعة عابرة للقارات حسب أرقام واحصاءات المشاهدات.
رومان آتوود

## النشأة
ولد فيتالي زدوروفيتسكي في مورمانسك بروسيا في 8 مارس، 1992، حيث إلى جانب جنسيته الأمريكية ظل محتفظا بالجنسية الروسية وانتقل في وقت مبكر إلى أوديسا بأوكرانيا حيث تابع دراسته لمدة عامين، بعد فترة وجيزة، ثم رحل بعدها إلى الولايات المتحدة الأمريكية.

## أرقام وانجازات
إلى حدود ال 7 من ايلول 2015، سجلت قناته الخاصة على اليوتوب أكثر من 1,064,902,426 مشاهدة، وحققت حوالي 8,612,291 اشتراك.

## التعاقد مع كولكتيف ديجيتال ستوديو
في أول الخطوات على ساحة الإبداع الفني التجارية، تعاقد «فيتالي زدوروفيتسكي»، و«رومان اتوود» ودينيس رودي للعب دور البطولة في إنتاج فيلم تحت عنوان «بطبيعتهم ولدوا مخادعون»،  وذلك مع شركة كولكتيف ديجيتال ستوديو التي تعمل على دعم وتطوير محتوى الإبداع على موقع اليوتوب العالمي.

## توثيق اليوميات
بعد ان أصبح فيتالي vitaly أحد نجوم اليوتوب المشهورين بابتكار مقالب متميزة، قام بإنجاز قناة اسمها "VitalyzdTVsecond" بما معناه (قناة فيتالي زي دي الثانية)، يقوم من خلالها بتوثيق يومياته وأخباره وآرائه وتعليقاته عن طريق الكاميرا.
وزادت هذا القناة تواجدا على المساحة اليوتوب الافتراضية، لأنه أصبح من جانب يعمل على ابتكار وتطوير الخدع والمقالب، ومن جانب اخر حقق تواجد يوتوبي من خلال يوميات شبابية مميزة على قناته الثانية.

## سجنه حاليا في الفلبين
في أبريل 2025، أُلقي القبض على زدوروفيتسكي في بونيفاسيو غلوبال سيتي بمدينة تاغيغ في العاصمة الفلبينية مانيلا، بعد بث مباشر على منصة «Kick» أظهر قيامه بعدة أفعال مثيرة للجدل، من بينها مضايقة حراس أمن ومحاولة تقبيل أحدهم بالقوة، ومحاولة الاستيلاء على سلاح ناري، وقيادة مركبات بتهور، بالإضافة إلى دخول مطبخ أحد المطاعم دون إذن. وُجّهت إليه عدة تهم، بينها «إساءة معاملة الأفراد» و«الإخلال بالنظام العام» و«محاولة سرقة سلاح»، ولا يزال محتجزًا لدى السلطات الفلبينية في انتظار استكمال محاكمته.

## وصلات خارجية
- فيتالي زدوروفيتسكي على موقع IMDb (الإنجليزية)
- Official فيتالي تيفي قناة اليوتوب الرسمية لفيتالي زدوروفيتسكي
- Official Vkontakte Page
- Official Vkontakte Group